# YBC 7289

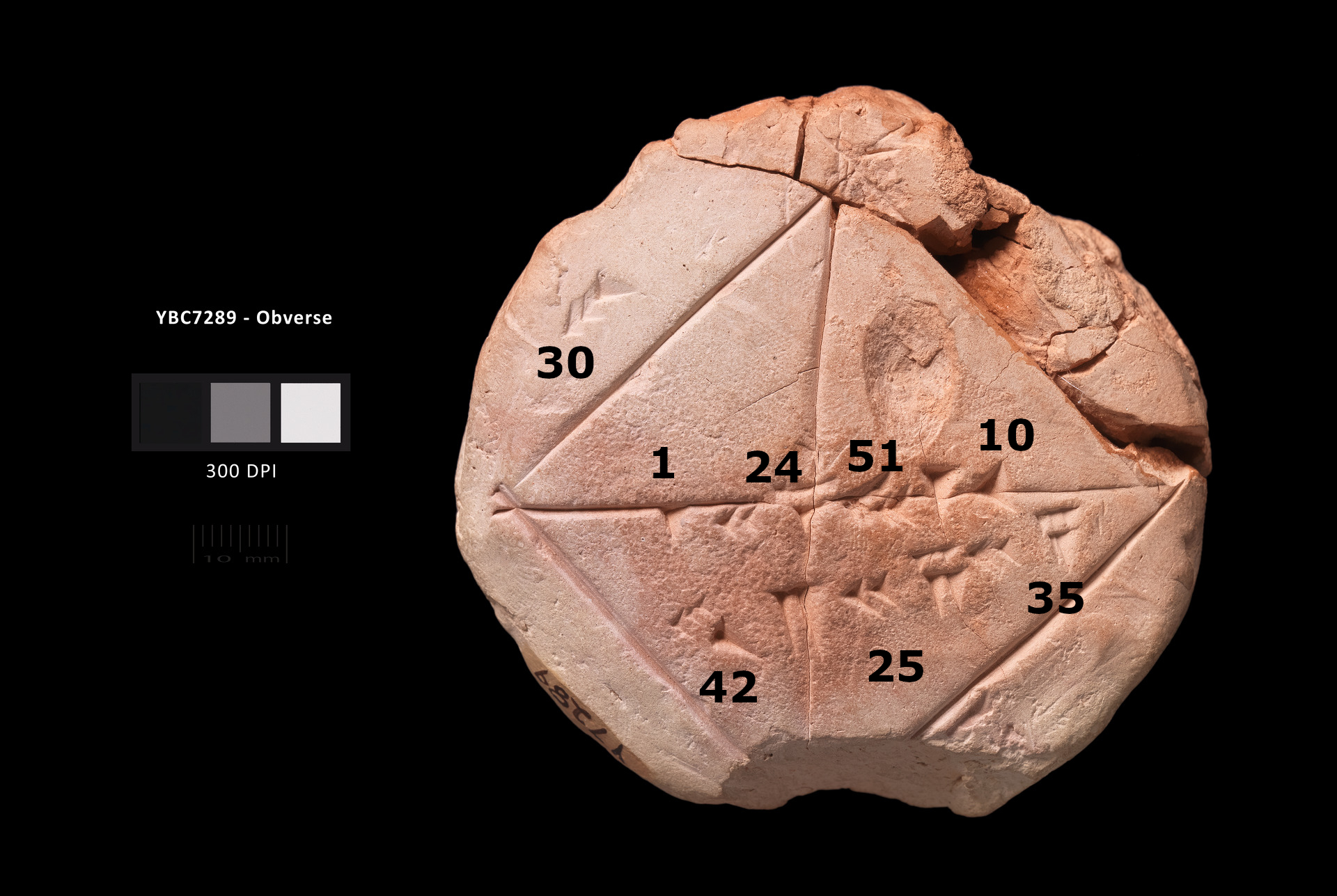
YBC 7289

YBC 7289 é uma tabuleta babilônica de argila em escrita cuneiforme, notável por conter uma aproximação sexagesimal bastante precisa para a raiz quadrada de dois ({\displaystyle {\sqrt {2}}}), o comprimento da diagonal de um quadrado de lado {\displaystyle 1}. A precisão dessa aproximação é equivalente à de seis casas decimais, "a maior precisão computacional conhecida (...) no mundo antigo". Acredita-se que a tabuleta seja obra de um estudante na Mesopotâmia meridional, datando do período 1800–1600 AEC, e foi doado à Coleção Babilônica de Yale ou YBC (do inglês Yale Babylonian Collection) por J. P. Morgan.

## Conteúdo
A tabuleta representa um quadrado com suas duas diagonais. Um dos lados do quadrado está marcado com o numeral sexagesimal {\displaystyle 30}. A diagonal do quadrado está marcada com dois numerais sexagesimais. O primeiro, {\displaystyle 1;24,51,10} representa o número
{\displaystyle 1+{\frac {24}{60}}+{\frac {51}{60^{2}}}+{\frac {10}{60^{3}}}={\frac {305470}{216000}}\approx 1,414213,}
uma aproximação numérica de {\displaystyle {\sqrt {2}}} cujo erro é menor que um em dois milhões. O segundo numeral {\displaystyle 42;25,35} representa o número 
{\displaystyle 42+{\frac {25}{60}}+{\frac {35}{60^{2}}}={\frac {30547}{720}}\approx 42,426,}
que é o resultado de multiplicar {\displaystyle 30} pela aproximação de {\displaystyle {\sqrt {2}}} dada, e aproxima o comprimento da diagonal de um quadrado de lado {\displaystyle 30}.
Como a notação sexagesimal babilônica não indicava em que casa sexagesimal estava cada dígito uma interpretação alternativa é que o número sobre o lado do quadrado seja {\displaystyle {\frac {30}{60}}={\frac {1}{2}}}. Com essa interpretação alternativa o número sob a diagonal é {\displaystyle {\frac {30547}{43200}}\approx 0,70711}, uma boa aproximação para {\displaystyle {\frac {1}{\sqrt {2}}}}, o comprimento da diagonal de um quadrado de lado {\displaystyle {\frac {1}{2}}}, cujo erro também é menor que um em dois milhões. David Fowler e Eleanor Robson escrevem, "Temos, portanto, um par de números recíprocos com uma interpretação geométrica...". Eles destacam que, embora a importância de pares de recíprocos na matemática babilônica torne essa interpretação atraente, há razão para ceticismo.
O verso da tabuleta está parcialmente apagado, mas Robson acredita que contenha um problema parecido a respeito da diagonal de um retângulo cujos dois lados e diagonal estão na proporção {\displaystyle 3:4:5}.

## Interpretação
Apesar de que a tabuleta YBC 7289 seja frequentemente apresentada (como na foto) com o quadrado orientado diagonalmente, as convenções babilônicas padrão para desenhar quadrados colocaria seus lados verticais e horizontais, com o lado numerado acima. O formato pequeno e redondo da tabuleta, e sua escrita grande, sugerem que se tratava de uma "tabuleta de mão" do tipo usado tipicamente para rascunhos por um estudante, um aprendiz de escriba, que a seguraria na palma de sua mão. O aprendiz provavelmente teria copiado o valor sexagesimal de {\displaystyle {\sqrt {2}}} de outra tabuleta, mas um procedimento iterativo para calcular esse valor pode se achado em outro documento babilônico, BM 96957 + VAT 6598.
A importância matemática da YBC 7289 foi inicialmente identificada por Otto E. Neugebauer e Abraham Sachs em 1945. A tabuleta "demonstra a maior precisão computacional conhecida em todo o mundo antigo", o equivalente a seis casas decimais de precisão. Outras tabuletas babilônicas incluem o cálculo de áreas de hexágonos e heptágonos, que envolvem a aproximação de números algébricos mais complicados, como {\displaystyle {\sqrt {3}}}. O mesmo número {\displaystyle {\sqrt {3}}} também pode ser usado na interpretação de certos antigos cálculos egípcios das dimensões de pirâmides. Porém, a grande precisão dos números na YBC 7289 torna mais claro que são resultado de um procedimento geral para seu cálculo, em vez de meras estimativas.
A mesma aproximação sexagesimal {\displaystyle 1;24,51,10} para {\displaystyle {\sqrt {2}}} foi usada muito depois pelo matemático grego Cláudio Ptolemeu em seu Almagesto. Ptolemeu não explica de onde veio essa aproximação e se pode supor que fosse bem conhecida em sua época.

## Origem e curadoria
Não se sabe de onde na Mesopotâmia vem a YBC 7289, mas seu formato e estilo da escrita indicam que provavelmente foi criada na Mesopotâmia meridional, entre 1800 e 1600 AEC. A Universidade de Yale a adquiriu em 1909, doada pelo espólio de J. P. Morgan, que possuia várias tabuletas babilônicas; suas doações se tornaram a Coleção Babilônica de Yale ou YBC (do inglês Yale Babylonian Collection).
Em Yale o Instituto para preservação da herança cultural (do inglês Institute for the Preservation of Cultural Heritage) produziu um modelo digital da tabuleta, apropriada para impressão 3D.